# Zupčasta spojka
Zupčasta spojka, zupčana spojka ili zubna spojka je slična kandžastoj spojci, a imaju jednu polovicu s vanjskim, a drugu s unutarnjim cilindričnim ozubljenjem. Prednost im je što u tome oko 75% njihovih zubi sudjeluje u prijenosu opterećenja. Zbog toga su prikladnije od kandžastih za prijenos većih momenata vrtnje. Osim toga ove spojke dopuštaju i mala uzdužna (radijalna) pomicanja vratila. Moraju se podmazivati. 
Zubne spojke s lučnim zubima imaju ozubljenje s lučnim (bombiranim) zubima koji se mogu zglobno pokretati u unutarnjem ozubljenju. Jednostavna zubna spojka s lučnim zubima može imati kutni pomak do 1° i uzdužni (aksijalni) pomak do nekoliko milimetara. Dvostruka zubna spojka s lučnim zubima omogućuje i uzdužni pomak do 12 milimetara već prema veličini spojke. Izrađuju se za promjere vratila do 600 milimetara. Sve zubne spojke s lučnim zubima pune se uljem.

## Mijenjanje stupnjeva prijenosa
Budući da su zupčanici u mjenjaču stalno u zahvatu, ne mogu svi biti čvrsto uklinjeni na svojim vratilima, jer bi u tom slučaju mjenjač bio blokiran. Zupčanici koji u određenom trenutku nisu potrebni uključenom stupnju prijenosa, moraju se stoga okretati u prazno, drugim riječima ne smiju biti čvrsto uklinjeni na vratilu. U većini mjenjača to se izvodi tako da se zupčanici jednog vratila čvrsto ukline na vratilu i uvijek se okreću zajedno s njim, dok se zupčanici drugog vratila okreću u prazno i vezuju se za vratilo tek kad se uključi određeni stupanj prijenosa. Tada par zupčanika prenosi snagu. Zupčanike s vratilom čvrsto povezuje zupčasta spojka koja je naglavljena na vratilo tako da se okreće skupa s njim, ali se po žljebovima može pomicati u aksijalnom (uzdužnom) smjeru vratila.
Na obodu spojke je žlijeb u koji zahvaća vilica za pomicanje. Kad vozač uključi određeni stupanj prijenosa, ručicom mjenjača pomakne polugu mjenjača, a vilica koja je na poluzi pomakne određenu zupčastu spojku k zupčaniku određenog stupnja prijenosa. Zupčasta spojka se čvrsto uklini sa zupčanikom i tako uspostavi čvrstu vezu zupčanika i vratila. Kandžasta spojka omogućava lako mijenjanje stupnjeva. Zupčaste spojke i zupčanici mjenjača imaju na bočnoj strani posebna, kandžasta ozubljenja koja međusobno naliježu. Kad se spojka pomakne k zupčaniku, ozubljenja na legnu jedno na drugo i spojka i zupčanik se zahvate.
Obično je zupčana spojka kandžasto ozubljena na obje strane da bi se po potrebi mogla čvrsto zahvatiti s lijevim ili desnim zupčanikom. U medupoložaju između zupčanika zupčasta spojka nije zahvaćena ni s jednim ni s drugim i tada se oba zupčanika mogu slobodno okretati na vratilu.
Mjenjači kod kojih je jedan od stupnjeva prijenosa (obično najviši) direktan, imaju zupčanu spojku i za uključivanje izravnog stupnja prijenosa, kada treba izravno povezati pogonsko i pogonjeno vratilo.